# Duran Duran (album)
Duran Duran debitantski je studijski album istoimenog engleskog novo valnog sastava. Album je objavljen 15. lipnja 1981. godine, a objavila ga je diskografska kuća EMI.
Dospjeo je na treće mjesto ljestvica u Ujedinjenom Kraljevstvu, te je na listi Top 100 ostao čak 118 tjedana, što mu je donijelo platinasti status do prosinca 1982. godine. Prva objava u SAD-u bila je neuspješna, ipak album je ponovno objavljen 1983. godine zbog uspjeha sljedećeg albuma, Ria. Tada je dospjeo na deseto mjesto Billboard 200 ljestvice, gdje je ostao 87 tjedana. Duran Duran dobio je platinasto izdanje (prodaja milijun primjeraka) od Udruženja diskografske industrije Amerike u lipnju 1985. godine.

## Produkcija
Sastav je napisao i snimio demoe za album u AIR Studios 1980. godine, dok je jedan od njihovih glavnih uzora, sastav Japan, snimao album Gentlemen Take Polaroids upravo niz hodnik. Na sastav su utjecali mnogi sastavi, žanrovi i zvukovi, uključujući Davida Bowiea, Roxy Music, Giorgio Moroder i Chic, do zvuka koji je opisan kao "klavijature, post-punk gitare, discom-inspirirane bas dionice i Le Bonovi tihi vokali – koji su katkad bili cvileći i zanosni, a katkad misteriozni i nervozni – sudarili su se za izrazito moderan zvuk.
Album je službeno snimljen u prosincu 1980. godine, u raznim studijima u Londonu, s producentom Colinom Thurstonom, kratko nakon što je Duran Duran potpisao ugovor s EMI-om. U intervjuima, sastav se prisjetio kako im je bilo teško nastaviti snimati album nakon što su čuli vijesti o ubojstvu Johna Lennona 8. prosinca.
Glazbeni videi za "Planet Earth" i "Careless Memories" snimani su u prosincu.
Prvo izdanje 30 tisuča kopija za japansko tržište objavljeno je i s posterom u boji. Kasnija izdanja objavljena su bez postera, već sa standardnim fotografijama, tekstovima i kratkoj biografiji sastava.

## Popis pjesama
Tekstovi i glazba: Duran Duran. 
| 1. | »Girls on Film«     | 3:32 |
| 2. | »Planet Earth«      | 3:57 |
| 3. | »Anyone Out There«  | 4:03 |
| 4. | »To the Shore«      | 3:50 |
| 5. | »Careless Memories« | 3:56 |

| Druga strana | Druga strana       | Druga strana | Druga strana | Druga strana | Druga strana | Druga strana | Druga strana | Druga strana | Druga strana |
| Br.          | Skladba            | Trajanje     |              |              |              |              |              |              |              |
| ------------ | ------------------ | ------------ | ------------ | ------------ | ------------ | ------------ | ------------ | ------------ | ------------ |
| 6.           | »Night Boat«       | 5:26         |              |              |              |              |              |              |              |
| 7.           | »Sound of Thunder« | 4:07         |              |              |              |              |              |              |              |
| 8.           | »Friends of Mine«  | 5:46         |              |              |              |              |              |              |              |
| 9.           | »Tel Aviv«         | 5:22         |              |              |              |              |              |              |              |
| 39:42        |                    |              |              |              |              |              |              |              |              |

## Zasluge
Duran Duran
- Simon Le Bon – glavni vokali,
- Andy Taylor – gitara, prateći vokali
- John Taylor – bas-gitara
- Nick Rhodes – klavijature, sintisajzeri
- Roger Taylor – bubnjevi, udaraljke

Ostalo osoblje
- Colin Thurston – produkcija, inženjer zvuka
- Ian Little – produkcija ("Is There Something I Should Know")